# Années 1420
Les années 1420 couvrent la période de 1420 à 1429.

## Évènements
- 1420 : retour définitif de la curie papale à Rome ; issu de la famille Colonna, le pape Martin V entre à Rome trois ans après son élection à Constance[2].
- 1420-1430 : poursuite de la guerre dans les Balkans entre les Ottomans et les chrétiens : raids en Transylvanie (1420-1421), siège de Constantinople (1422), guerre contre Venise (1423-1430), conquête de Salonique (1430)[3].
- 1420-1465 : au Maroc, les Wattassides deviennent tuteurs des Mérinides[4].
- 1420-1434 : croisades contre les Hussites[5].
- 1420 : poursuite de la guerre de Cent Ans après le traité de Troyes, qui déshérite le Dauphin Charles, qui devient le roi de Bourges à la mort de son père. Il parvient à se faire sacrer à Reims grâce à l'intervention de Jeanne d'Arc en 1429[6].
- 1421-1423 : selon le Journal d'un bourgeois de Paris, des loups affamés rodent aux alentours de Paris en juillet-août 1421 et déterrent les cadavres dans les cimetières pour se nourrir. Fin juillet 1423, ils entrent dans Paris toutes les nuits[7].
- 1421-1423 : guerre de Jeanne II de Naples et Louis III d'Anjou contre Alphonse V d'Aragon pour le royaume de Naples[8].
- 1428 : fondation de l'empire aztèque[9]. La société aztèque est dirigée par un roi-prêtre (Tlatoani) éduqué avec toute la noblesse au « séminaire » spécial de Tenochtitlan, puis choisit parmi les membres de la famille royale par un conseil de nobles, de prêtres et de guerriers qui se considèrent eux-mêmes comme le peuple élu destiné à prolonger les traditions des Toltèques. L’empire constitue un régime autoritaire avec une armée puissante chargée de la conquête et de percevoir des tributs des peuples soumis (or, coton, turquoise, plumes, encens, nourriture, humains destinés au sacrifice). Les Aztèques considèrent que le sacrifice humain est une condition nécessaire à la survie de l’univers. 10 000 personnes par an auront le cœur arraché sur l’autel du dieu Huitzilopochtli (jusqu’à 50 000 à la veille de la conquête espagnole).

## Personnages significatifs
Alphonse V d'Aragon - Arthur de Richemont - Charles VII de France - Barsbay - Éric de Poméranie - Francesco Foscari - Henri le Navigateur - Jean de Lancastre - Jean V de Bretagne - Jeanne d'Arc -Jeanne II de Naples - Philippe III de Bourgogne - Nicolas Rolin - Philippe Marie Visconti - Álvaro de Luna - Murad II - Nicolò de' Conti - Procope le Grand - Shah Rukh - Sigismond Ier du Saint-Empire - Vassili II de Russie - Vytautas le Grand - Yeshaq Ier d'Éthiopie - Yolande d'Aragon - Ming Yongle - Zheng He - Jan Žižka -